# 전제정
전제정(専制政, 라틴어: Dominatus 도미나투스[*])은 원수정 이후 로마 제정의 정치형태를 말한다. "지배자(라틴어: dominus 도미누스[*])"에 의한 통치를 의미한다. 도미누스라는 칭호는 신민이 황제를 지칭하는 용어지만, 그 사용 자체는 원수정 시기인 네르바-안토니우스조 시절에 이미 확인된다.
로마는 옥타비아누스에 의해 제정으로 이행한 것으로 알려져 있다. 하지만 양부 카이사르가 암살된 경위에서 로마 시민의 군주제에 대한 뿌리 깊은 반감을 잘 이해한 옥타비아누스는 실질적으로는 군주제이면서 표면적으로는 공화제를 준수하는 기만적 체제를 만들었고, 이후의 로마 "황제"들도 그것을 계승하였다. 이것을 원수정(프린키파투스)이라고 한다.
그러나 3세기의 위기 때 불과 1-2년에 한 번씩 황제가 교체되는 이상 사태가 일어나면서 로마 황제의 원수로서의 권위는 실추되었다. 군인 황제 시대의 혼란을 수습하기 위해 황제 디오클레티아누스는 개혁을 실시했고, 이에 따라 디오클레티아누스 이후 로마는 명분적으로도 실질적으로도 군주제 국가가 되었다. 이 후기 로마 제정을 후세에 전기 로마 제정의 원수정과 구분하여 전제정(도미나투스)라고 부른다.
기존의 로마 제국은 속주들로 분할되어 있으며, 그 중 절반의 속주의 총독은 원로원이 임명하는 체제였다. 디오클레티아누스는 기존의 속주들을 100여개로 재분할해 속주총독의 권력을 삭감했다. 그리고 강력한 관료제를 만들어 독재적 황제가 관료를 통해 신민을 지배하는 체제가 완성되었다.
또한 디오클레티아누스는 두 명의 정제(아우구스투스)와 두 명의 부제(카이사르)가 제국을 분할 통치하는 사두정치 제도를 만들었다. 정제는 20년의 임기가 정해져 있고, 임기가 끝나면 부제에게 승계하고 물러나야 했다. 이에 따라 기존에는 "존엄자"라는 명예 칭호에 불과했던 "아우구스투스"가 황제를 의미하는 정식 칭호가 되었다. 그러나 다른 한편으로 제위에 임기를 정한 것, 전국의 권력을 4분할한 것, 혈통에 무관하게 유능한 자에게 제위를 계승시키는 것은 공화제적 유산을 물려받았다고 할 수 있다.
디오클레티아누스 시대에 부제를 맡고 있던 콘스탄티우스 1세의 아들 콘스탄티누스 1세는 디오클레티아누스가 은퇴한 뒤 발발한 내란을 수습하고 경쟁자인 다른 황제들을 물리치고 유일한 로마 황제가 되었다. 그는 디오클레티아누스의 개혁을 한층 더 추진해 관료제를 정비하고 기독교를 공인했다.
또 그전까지의 로마 황제는 군의 지휘관인 개선장군(임페라토르)의 성질을 가지고 있었다. 군인 황제 시대가 벌어진 것도 외적의 침입이 격화된 시대에 황제가 전선에 체류하는 일이 많아졌기 대문이고, 디오클레티아누스가 사두정치 제도를 만든 것도 전선 사령관으로서의 황제가 각 전선을 분담하기 위해 4명의 황제가 필요했기 때문이다. 콘스탄티투스 1세는 최고위 군사사령관으로 군사사령관(라틴어: magister militum 마기스테르 밀리툼[*])을 신설하고 황제가 사령관을 임명하는 체제를 만들었다. 기존의 친위대장(라틴어: praefectus praetorio 프라에펙투스 프라에토리오[*])은 문관으로 전환되었다.
이후 테오도시우스 1세 때 군사사령관으로 임명된 스틸리코는 로마 제국의 동서 분할통치 이후 서로마 지역의 황제가 된 호노리우스의 후견인으로 흑막의 실세로 행동했다. 원수정 때였다면 무능한 황제가 암살이나 탄핵으로 제위와 생명을 박탈당했겠지만 이 시대에는 유능한 신하가 암군이나 유군을 대신해 실질적 정치를 거행했다. 황제의 능력에 무관하게 군주제 자체는 안정되었다는 것은 로마 제국이 완전한 독재정치로 전환된 것을 보여준다.